# 디케이소울
디케이소울(1980년 ~)은 대한민국의 가수다. 2011년 1집 앨범 [3MINUTE 30 SECOND & CALLING]으로 데뷔했다.

## 방송
- 내 생애 마지막 오디션 (2012) - Top24
- 유희열의 스케치북 (2018)

## 경력
- 안동 명예홍보대사 (2012)

## 수상
- 러시아 하얀달 국제가요제 대상 (2013)
- 제7회 대천해변 통기타 가요제 대상 (2010)
- 제11회 TBS 서울숲가요제 금상 (2008)
- 제11회 TBS 서울숲가요제 작사상 (2008)